# Anton Berin
Anton(i) Berin (* 1575; † um 1624 in Villingen im Schwarzwald) war ein süddeutscher Maler des Frühbarock.
Berins Geburtsort ist nicht bekannt, doch wirkte er zeit seines Lebens vor allem in Villingen. In einem Musterungsrodel von 1604 wird sein Alter mit 29 Jahren angegeben, woraus sich schließen lässt, dass er 1575 geboren wurde. Laut einem Ratsprotokoll aus dem Jahr 1610 wurde der Konterfetter (Porträtmaler) „seiner Kunst und Verehrung halber“ vom Wehrdienst freigestellt, was auf ein hohes Ansehen des Künstlers schließen lässt. 1617 wurde ihm gestattet, im Beinhaus bei der Altstadtkirche neben seinem Zeitgenossen Hans Amann beigesetzt zu werden. Berin starb kurz vor 1624 als bekannter Maler, der sich vor allem durch Altarbilder einen Namen gemacht hatte.
Von Berin sind einige Werke, vor allem Votivbilder, erhalten. Auf einer Marienkrönung aus dem Heilig-Geist-Spital hat er sich und seine Frau als betende Hirten dargestellt. Nur wenige seiner Werke sind signiert, so zum Beispiel eine Anbetung der Könige von 1615. Zu seinen Werken in der weiteren Umgebung Villingens gehören die Seitenaltäre der Kirche von Ippingen (1618) und ein Altarbild mit der Geburt Jesu für die Pfarrkirche St. Remigius in Heuweiler (1612). Berins Schaffen fällt, wie das von Hans Kraut und Hans Amann, in eine künstlerisch sehr produktive Zeit in der Geschichte Villingens zwischen dem späten 16. und frühen 17. Jahrhundert.